# Certificazione unica
La certificazione unica (in sigla CU; precedentemente certificato unico del dipendente, in sigla CUD), nel sistema tributario italiano, è una dichiarazione fiscale presentata dai sostituti d'imposta per il pagamento dell'IRPEF sui redditi da lavoro dipendente, autonomo, e sui redditi diversi.

## Storia
Prima della sua introduzione i redditi erano certificati con il modello 101, per i lavoratori dipendenti, e con il modello 201, per i pensionati. Fu introdotta come certificato unico dipendente (in acronimo CUD) dall'art. 4 del D.P.R. 22 luglio 1998 n. 322, emanato ai sensi della legge 23 agosto 1988, n. 400 in attuazione della previsione dell'art. 3 comma 136 della legge 23 dicembre 1996 n. 662. 
A partire dal 2015 ha cambiato nome in certificazione unica e include anche redditi da lavoro autonomo o redditi diversi.

## Caratteristiche
Essa serve a certificare redditi derivanti da pensione e assimilati (compensi percepiti da soci di cooperative di produzione e lavoro, remunerazioni dei sacerdoti, assegni periodici corrisposti al coniuge) che il datore di lavoro, o l'ente pensionistico, ha l'obbligo di rilasciare ai propri dipendenti o pensionati per attestare le somme erogate e le relative ritenute effettuate e versate all'erario statale. A differenza del modello 101, nel CU sono certificati anche i dati previdenziali relativi agli imponibili previdenziali, i contributi trattenuti ai fini della pensione. Esso riepiloga i redditi corrisposti dal datore di lavoro o dall'ente pensionistico nell'arco di un anno solare.
Al modello sono allegate le schede per il versamento (eventuale, a discrezione del contribuente) relative al cinque per mille e all'otto per mille.

## Periodo di riferimento
Il modello CU è rilasciato - di norma in due copie - entro il 31 marzo dell'anno successivo a quello cui si riferiscono i redditi certificati, tranne che all'atto della cessazione del rapporto di lavoro, nel qual caso viene rilasciato entro 12 giorni dalla richiesta del dipendente. È necessario per effettuare la denuncia dei redditi con il modello 730 o il modello unificato compensativo.
Entro il mese di febbraio dell'anno successivo, il sostituto d'imposta effettua il conguaglio fiscale, cioè il conguaglio tra l'IRPEF trattenuta nel corso dell'anno e quella dovuta secondo la normativa fiscale.

## Dati riportati
Il sostituto d'imposta calcola:
- l'IRPEF;
- l'addizionale regionale all'Irpef, dovuta alla regione in cui si risiede al 1º gennaio dell’anno cui si riferisce il pagamento dell’addizionale stessa;
- l'addizionale comunale all'Irpef, dovuta al comune di residenza nel medesimo periodo.

Le addizionali sono trattenute sullo stipendio o pensione nell'anno successivo, rateizzate al massimo fino al mese di novembre. Nel caso di cessazione del rapporto di lavoro, le addizionali residue sono recuperate con l'ultimo stipendio.
La legge 27 dicembre 2006 n. 296 (legge finanziaria 2007) ha introdotto l'acconto sull'addizionale comunale all'Irpef. L'acconto è pari al 30% dell'addizionale dovuta nell'anno dei redditi. Anche questo tipo di addizionale viene rateizzata in un numero massimo di nove rate mensili, a partire da marzo.